# Szerep
Szerep is een plaats (község) en gemeente in het Hongaarse comitaat Hajdú-Bihar. Szerep telt 1676 inwoners (2001).